# 夜想曲第11番 (ショパン)
夜想曲第11番 ト短調 作品37-1 は、フレデリック・ショパンが1838年から1839年に作曲したピアノのための夜想曲。作品37-2とともに1840年に出版された。
ショパンの弟子ザレスカ・クレチヌスキはこの曲を『郷愁』と命名している。献呈先はない。

## 構成
ト短調、アンダンテ・ソステヌート、4分の4拍子、三部形式。
主部は哀愁の漂う単純な旋律に、オペラのアリアを思わせるさまざまな装飾がなされて歌われる。
中間部では変ホ長調に転調し、コラール風の四分音符の和音が繰り返される。非常に印象的な部分で、後半にはフェルマータを使い、休止がはさまれる。
主部が再現されたあと、ピカルディの三度で終止する。